# Hexafluor-1,3-butadieen
Hexafluor-1,3-butadieen is een toxisch, ontvlambaar gas. Het is een onverzadigde fluorkoolstof met als brutoformule C4F6. De stof kan beschouwd worden als een derivaat van 1,3-butadieen waarin alle waterstofatomen vervangen zijn door fluoratomen. Daarom wordt ze ook wel perfluor-1,3-butadieen genoemd.

## Synthese
Er zijn verschillende methoden gepubliceerd voor de synthese van hexafluor-1,3-butadieen, die veelal steunen op de dechlorering van 1,2,3,4-tetrachloorhexafluorbutaan. U.S. Patent 2777004 op naam van Dow Chemical gaat uit van 1,2-dichloor-1,2-difluoretheen. 
- De eerste stap is de dimerisatie op hoge temperatuur tot 1,3,4,4-tetrachloor-1,2,3,4-tetrafluor-1-buteen:

{\displaystyle \mathrm {2\ ClFC{=}CFCl\ \longrightarrow \ ClFC{=}CF{-}CFCl{-}CFCl_{2}} }
- In de tweede stap wordt dit product gechloreerd met chloorgas onder bestraling met ultraviolet licht, tot 1,1,2,3,4,4-hexachloor-1,2,3,4-tetrafluorbutaan:

{\displaystyle \mathrm {ClFC{=}CF{-}CFCl{-}CFCl_{2}\ +\ Cl_{2}\ \longrightarrow \ Cl_{2}FC{-}CFCl{-}CFCl{-}CFCl_{2}} }
- Vervolgens wordt dit product gefluoreerd met een fluoride van antimoon tot 1,2,3,4-tetrachloor-1,1,2,3,4,4-hexafluorbutaan:

{\displaystyle \mathrm {Cl_{2}FC{-}CFCl{-}CFCl{-}CFCl_{2}\ +\ SbCl_{2}F_{3}\ \longrightarrow \ ClF_{2}C{-}CFCl{-}CFCl{-}CF_{2}Cl\ +\ SbCl_{4}F} }
- Dechlorering van dit product met zink in ethanol levert ten slotte hexafluor-1,3-butadieen:

{\displaystyle \mathrm {ClF_{2}C{-}CFCl{-}CFCl{-}CF_{2}Cl\ +\ 2\ Zn\ \longrightarrow \ F_{2}C{=}CF{-}CF{=}CF_{2}\ +\ 2\ ZnCl_{2}} }
Volgens U.S. Patent 8258352 wordt 1,2,3,4-tetrachloorhexafluorbutaan ook gevormd door de reactie in één stap van 3,4-dichloor-1-buteen met chloorgas en fluorgas.
Volgens U.S. Patent 7812202 levert de reactie van 1,2,3,4-tetrachloorbutaan met een verdund fluorgas een reactiemengsel op dat onder meer 1,2,3,4-tetrachloorhexafluorbutaan bevat. De dechlorering hiervan met metallisch zink levert hexafluor-1,3-butadieen.

## Toepassingen
De stof vindt onder meer toepassing als een gas voor het etsen en schoonmaken van halfgeleiders. Ze heeft een laag aardopwarmingsvermogen in vergelijking met de gebruikelijke verzadigde perfluorverbindingen zoals hexafluorethaan. Daardoor kan de emissie van broeikasgassen bij het etsen gevoelig dalen. Hexafluor-1,3-butadieen kan ook polymeriseren tot langere fluorkoolwaterstoffen en tot hoogmoleculaire rubberachtige polymeren met goede thermische stabiliteit.

## Toxicologie en veiligheid
Hexafluor-1,3-butadieen is toxisch bij inademing. Ze vormt explosieve mengsels in lucht.